# Pepperspray

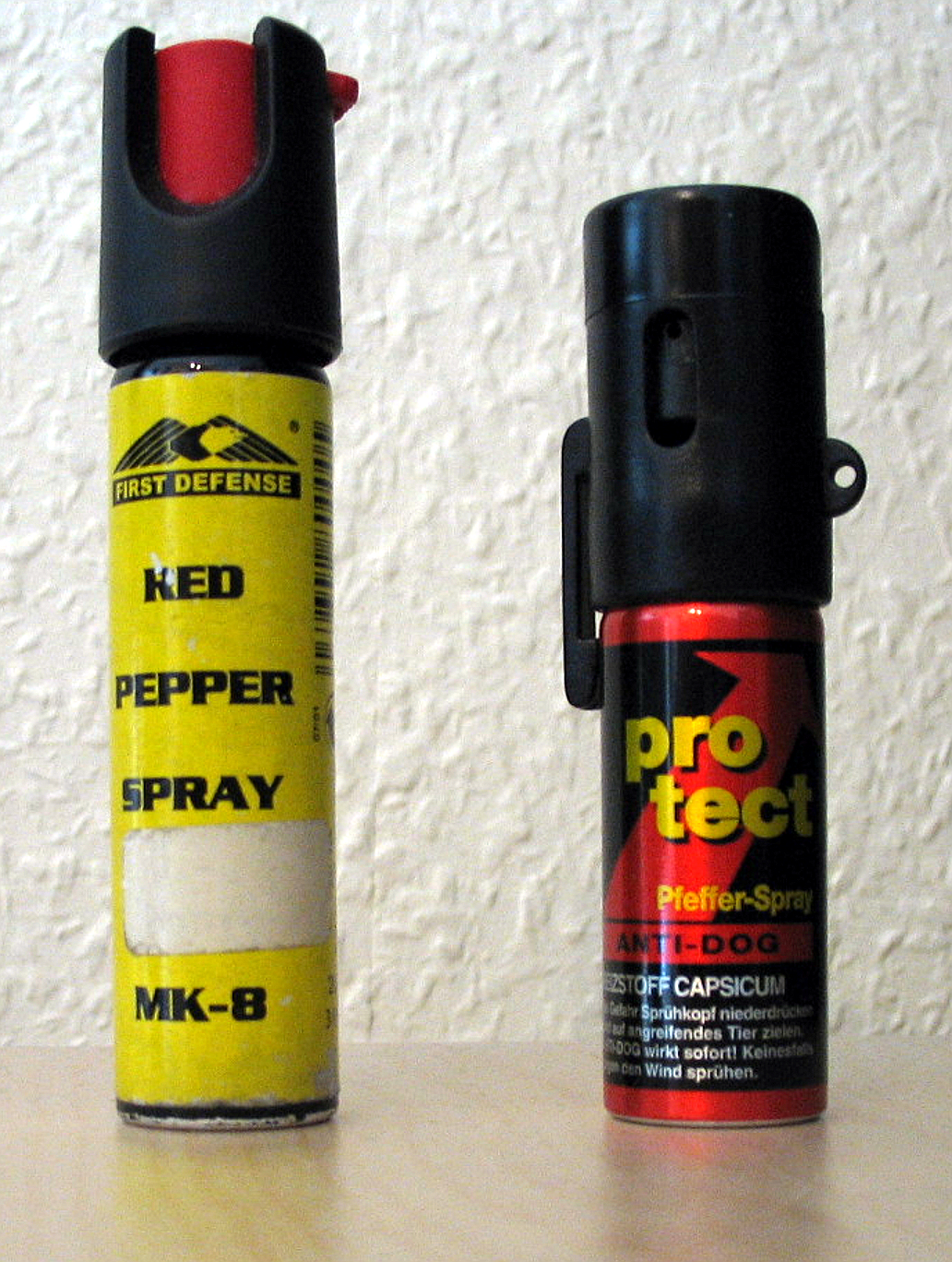
Pepperspraybusjes uit Duitsland (2011)

Pepperspray (ook wel peperspray, pepernevel of OC-gas genoemd, van oleoresin capsicum) is een spray die als werkzame stof het prikkelende extract uit chilipeper (capsaïcine) bevat, met een drijfgas verpakt in een spuitbus met het doel om een aanvaller in het gezicht te spuiten zodat deze tijdelijk buiten gevecht wordt gesteld, zonder dat er letsel ontstaat.

## Werking

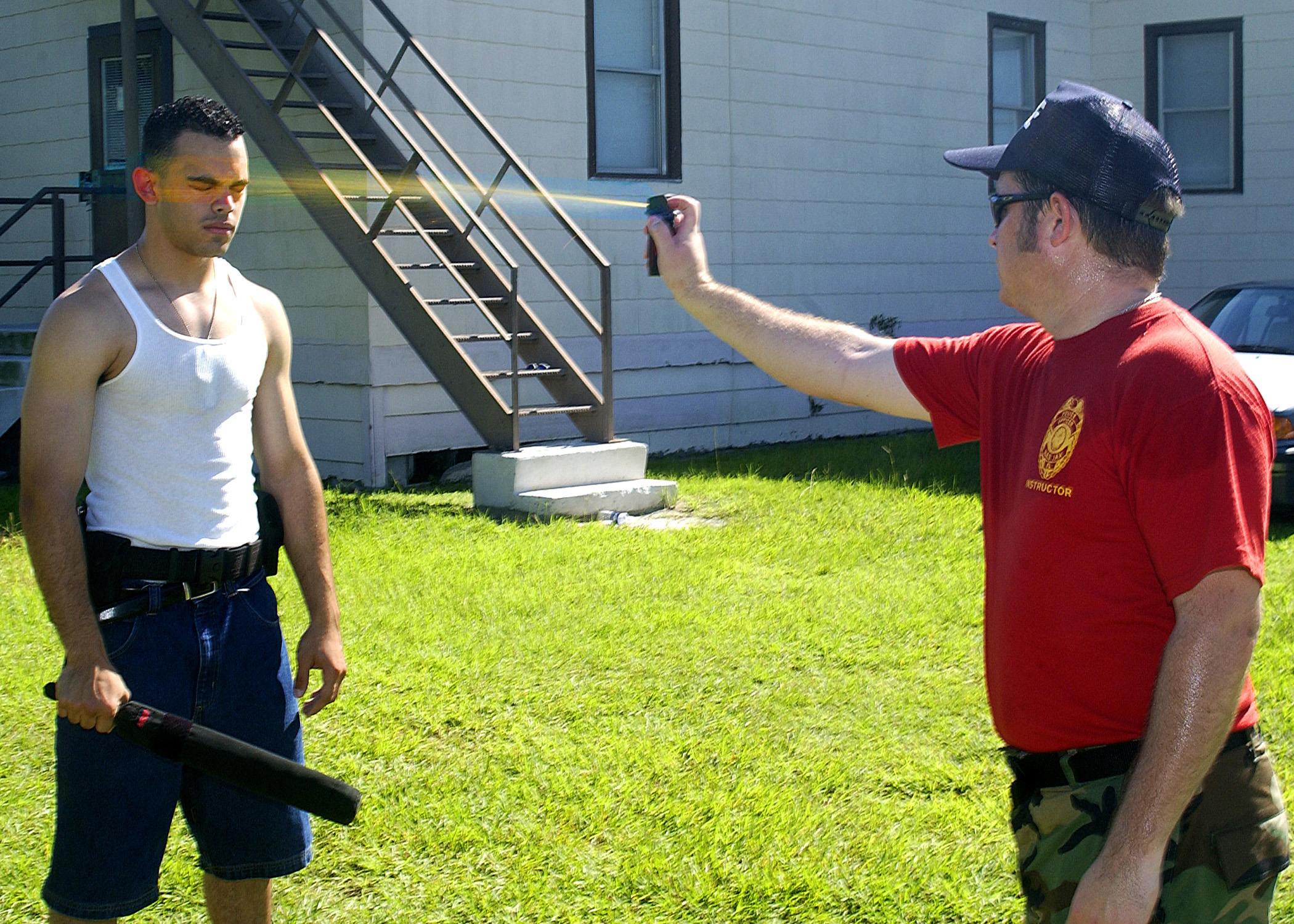
Demonstratie van het gebruik van pepperspray bij het U.S. Marine Corps (2005)

De werking wordt bereikt door het hevig prikkelende effect ervan op de slijmvliezen, met name de ogen, zonder daarbij ernstige of blijvende schade te veroorzaken. Wanneer pepperspray in grote hoeveelheden op een menigte wordt gebruikt, kunnen mensen ernstige ademhalingsproblemen krijgen en kan er paniek ontstaan.

## Soorten spuitbussen
Naast verstuivers in de vorm van spuitbussen bestaan er ook pepperspraypistolen. Ze kunnen een bereik hebben tot zes meter en daardoor effectief zijn op enige afstand. In landen waar pepperspray en imitatievuurwapens verboden zijn kan een gebruiker ervan dubbel strafbaar zijn. Er zijn ook spuitbusjes in de vorm van een lippenstifthouder.

## Juridische situatie
Politiediensten en beveiligingsmedewerkers hebben pepperspray vaak als wapen ter beschikking. De precieze situatie verschilt per land. In sommige landen is gebruik van pepperspray door burgers toegestaan bij zelfverdediging.

### België
In België is pepperspray een verboden wapen; het is opgenomen in Artikel 3 van de wapenwet van 8 juni 2006.

### Koninkrijk der Nederlanden
In Nederland, alsmede in Aruba, Curaçao, Caribisch Nederland en Sint Maarten, is pepperspray een verboden wapen. Het valt in Nederland in categorie II van de Wet wapens en munitie.
Het bezit en gebruik van pepperspray door de politie, de Koninklijke Marechaussee, de Douane) en andere (al dan niet buitengewone) opsporingsambtenaren is vastgelegd in artikel 12 van de Ambtsinstructie. Deze instructie beschrijft de situaties waarin pepperspray mag worden gebruikt, mits de vereiste training is gevolgd en dat gebruik aan de regels voldoet.
Gewone beveiligingsmedewerkers zijn geen opsporingsambtenaren en mogen dus geen pepperspray bezitten of gebruiken.

### Gebruik door burgers in andere landen
- Australië - Verboden

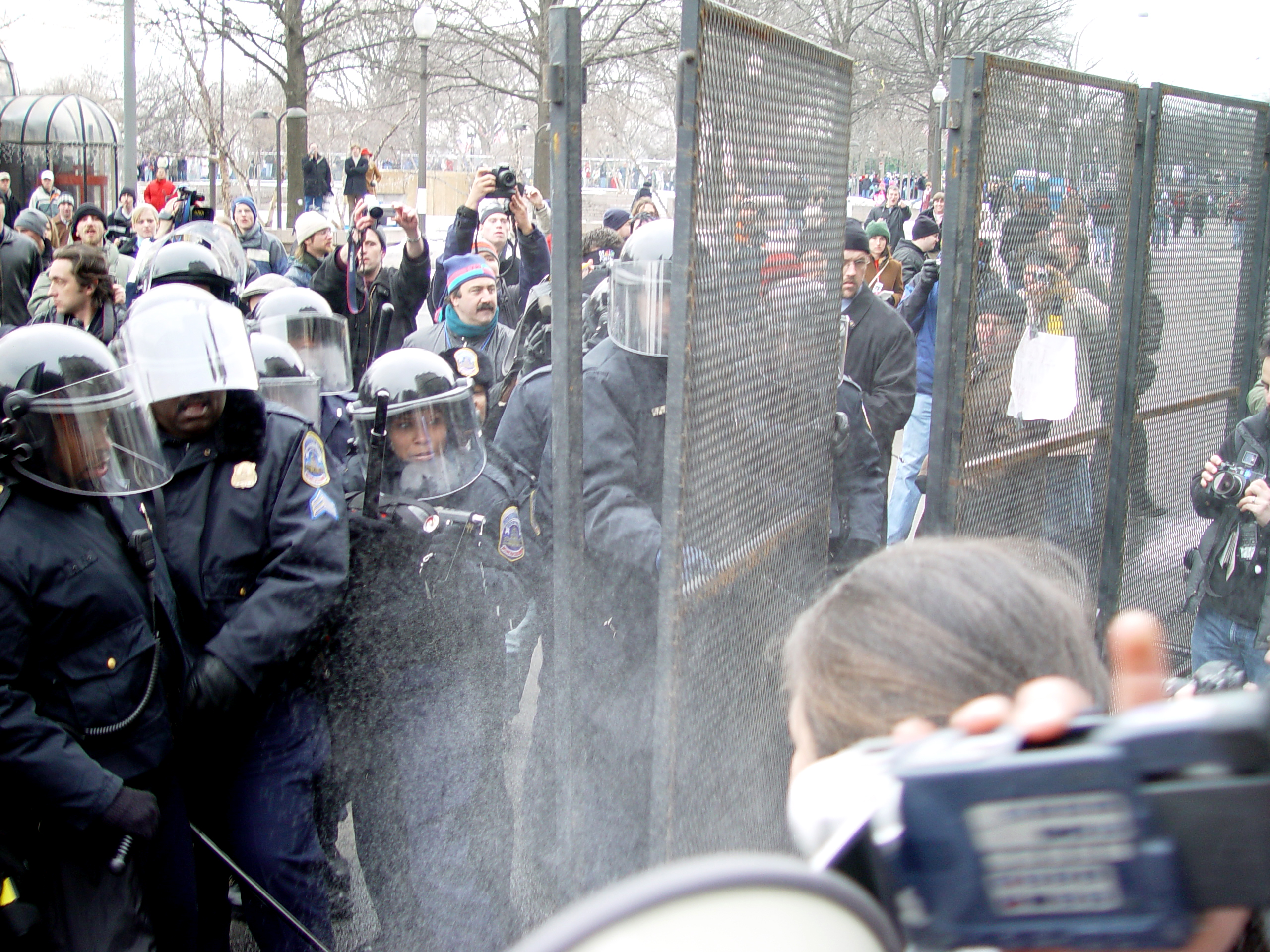
Amerikaanse politie gebruikt pepperspray tijdens een betoging tegen president Bush jr. (2005)

- Brazilië - Verboden (wel toegestaan is o.a. Poly Spray Imobilizante, PSI)
- Canada - Verboden
- China - Verboden
- Colombia - Legaal
- Denemarken - Verboden
- Duitsland - Legaal tegen dieren
- Filipijnen - Legaal
- Finland - Verboden zonder vergunning
- Frankrijk - Legaal
- Griekenland - Verboden
- Hongarije - Legaal met beperkingen
- Hongkong - Verboden
- Ierland - Verboden
- IJsland - Verboden
- India - Legaal
- Indonesië - Legaal onder voorwaarden
- Israël - Legaal
- Italië - Legaal met beperkingen
- Japan - Niet geregeld
- Maleisië - Legaal
- Marokko - Verboden
- Nieuw-Zeeland - Verboden
- Noorwegen - Verboden
- Polen - Legaal
- Portugal - Legaal met vergunning en met beperkingen
- Roemenië - Legaal, behalve op sommige plaatsen
- Rusland - Legaal
- Saoedi-Arabië - Legaal
- Spanje - Legaal zijn (naast 5% CS) bepaalde goedgekeurde OC-sprays
- Taiwan - Legaal
- Thailand - Legaal
- Tsjechië - Legaal
- Turkije - Verboden
- Verenigd Koninkrijk - Verboden
- Verenigde Staten - Legaal in de meeste staten
- Vietnam - Verboden
- Zweden - Verboden
- Zwitserland - Legaal mits geregistreerd
- Zuid-Afrika - Legaal